# Compuserve
Compuserve (ofta skrivet CompuServe, CompuServe Information Service, också känt under dess akronym CIS) var den första huvudsakliga kommersiella onlinetjänsten i USA. Den dominerade området under 1980-talet och kvarstod som en huvudfaktor genom mitten av 1990-talet, när den var åsidosatt genom uppgången av tjänster såsom America Online (AOL) med månadsprenumerationer snarare än avgift per timme. Sedan köpet av Compuserves Information Services Division av AOL, har Compuserve opererat som en onlinetjänst och internetleverantör (ISP). Den ursprungliga Compuserve Information Service, som senare döptes om till Compuserve Classic, stängdes ner 1 juli 2009. Den nyare versionen av den tjänsten, Compuserve 2000, fortsätter att verka.